# Johannes de Fossa
Johannes de Fossa (* um 1540; † um Pfingsten 1603 in München) war ein franko-flämischer Komponist, Sänger und Kapellmeister der Renaissance.

## Leben und Wirken
Der Name von Johannes de Fossa legt nahe, dass seine Herkunftsfamilie aus der Ortschaft Fosses in der Provinz Namur stammt, einer Kleinstadt in der Diözese Lüttich. Die Informationen über sein Leben in der Zeit vor 1569 sind nur lückenhaft überliefert. Erschwerend für die musikhistorische Forschung ist bis heute, dass in seiner niederländischen Familie der Vorname Johannes öfters vergeben wurde. So gibt es einen Johannes de Fossa, der im späten 15. Jahrhundert als Kaplan an St. Lambert in Lüttich wirkte. Außerhalb Flanderns hatte ein Pietro de Fossis im 15. Jahrhundert die Leitung die Leitung der Kirchenmusik an San Marco in Venedig inne. Johannes de Fossa hat sich selbst über seine Ausbildung geäußert, und zwar in der Abschrift eines Te Deums von Johannes Castileti (alias Jean Guyot, 1512–1588), den er in dieser Chorbuch-Handschrift aus dem Kloster Tegernsee ausdrücklich als seinen Lehrer bezeichnet hat („D[ominus] Et Magister meus“). Weil Castileti neben einer kurzen Ausnahme fast nur in Lüttich wirkte, und zwar als Chorleiter an St. Paul von 1546 bis 1554 und an der Lütticher Kathedrale von 1558 bis 1563, wird angenommen, dass de Fossa in den 1540er bis 1550er Jahren dort seine Ausbildung hatte. Herzog Emanuel Philibert von Savoyen erwähnt in einem Brief an seinen Schatzmeister vom 12. Februar 1557 unter anderen Sängern seiner Hofkapelle auch einen „Jean de Fosse“, der vielleicht mit dem Komponisten identisch sein könnte.
Letzterer wurde im letzten Vierteljahr 1559 zum Vizekapellmeister der Münchner Hofkapelle ernannt, dessen Leiter Orlando di Lasso war. In den vorhandenen Dokumenten wird Fossa allerdings weiterhin nur als Tenorist bezeichnet. 1571 erhielt er die Aufsicht über die Chorknaben der Kapelle und hatte ihnen in seinem Haus Kost und Unterkunft zu geben. Die Rechnungsbücher der Münchner Hofhaltung enthalten Informationen über Fossas Reisen nach Rom 1575 und in die Niederlande 1585. Nach etwa 25 Dienstjahren als Stellvertreter di Lassos ist er nach dessen Tod 1594 zu seinem Nachfolger ernannt worden, offiziell allerdings erst drei Jahre später. Die inzwischen eingeleiteten Sparmaßnahmen haben auch die Hofkapelle getroffen, und Fossas Beförderung war allenfalls zweckmäßig; zumindest erhöhte sich sein Gehalt nur unwesentlich. Gerade zwischen 1596 und 1598 musste der Komponist wegen Zahlungsverzugs des Hofs mehrmals vorstellig werden. Als Ausgleich dafür erhielt Johannes de Fossa 1594 die Erhebung in den Reichsadelsstand durch ein Dekret von Kaiser Rudolf II. Gesundheitliche Probleme haben den Komponisten im Jahr 1602 veranlasst, sein Amt als Kapellmeister niederzulegen; um Pfingsten des folgenden Jahres ist er verstorben. Sein Nachfolger ab 1602 war Ferdinand de Lassus, der älteste Sohn von Orlando.

## Bedeutung
Nachdem sich das Wirken von Johannes de Fossa praktisch ganz auf die Münchner Hofkapelle beschränkte, war eine breitere Aufnahme seines kompositorischen Werks in seinem kulturellen Umfeld kaum möglich. Der zahlenmäßige Umfang seiner Werke ist nicht groß, und eigene Veröffentlichungen hat es nicht gegeben. Zu seinen Lebzeiten ist nur eine einzige Komposition im Druck erschienen, das Madrigal „Ardo si“ in der Sammlung von Giovanni Gigli da Imola (1585). Die vorhandenen Handschriften seiner Kompositionen befinden sich vollständig im Bestand der Münchner Hofkapelle, mit Ausnahme des erwähnten Tegernseer Chorbuchs mit einer eigenen Magnificat-Komposition und einem Te Deum seines Lehrers Castileti. Erst in neuerer Zeit wurde nach dem Fund des bisher unbekannten Hymnensatzes „Cum iam renovatus“ eine Verbindung zu dem Augsburger Domkapellmeister Bernhard Klingenstein sichtbar, an dessen beiden Sammeldrucken er beteiligt war; er hat darüber hinaus wahrscheinlich an Klingensteins Vorhaben mitgewirkt, einen polyphonen Vesperzyklus zu komponieren, der ausdrücklich im Einklang mit dem seit dem Konzil von Trient reformierten römischen Ritus steht. Im Zuge dieser Reformbewegung entstanden auch Fossas liturgische Werke für die Münchner Hofkapelle, was sich beispielsweise in der häufigen Verwendung von Cantus firmi ausdrückt. Ganz allgemein zeigen Fossas Werke, insbesondere die Parodiemessen, eine souveräne Meisterschaft beim Einsatz der musikalischen Ausdrucksmittel der Spätrenaissance, die ihn in deutliche Nähe zu Orlando di Lasso und Philippe de Monte rückt. In den geistlichen Werken Fossas, die ein Vierteljahrhundert nach dem Tod des Komponisten von Johann Donfried, vielleicht etwas adaptiert, veröffentlicht wurden, werden Züge des sich anbahnenden Generalbass-Stils erkennbar. Bei einzelnen Werken erscheint hier die Bassstimme nicht mehr als eingebundener „Basso seguente“, sondern sehr unabhängig, beispielsweise in dem Stück „Missus est Gabriel“, einem frühen geistlichen Konzert „in dialogo“.

## Werke
- Messen
  - Missa „Era di mayo“ zu vier Stimmen
  - Missa super theutonicam cantionem „Ich segge â dieu“ zu vier Stimmen, vermutlich nach Ludovicus Episcopius
  - Missa „Si du malheur“ zu vier Stimmen, nach Orlando di Lasso
  - Missa super cantionem „Super ripam Jordanis“ zu fünf Stimmen, nach Jacobus Clemens non Papa
  - Missa super modulamen „Quo puerum ediderat“ zu fünf Stimmen
  - Missa super carmen italicum „Amor ecco colei“ zu fünf Stimmen
- Sonstige geistliche Werke, Motetten und geistliche Lieder
  - Antiphon „Osanna filio David“ zu vier Stimmen, zum Palmsonntag, 1584
  - Antiphon „Pueri Hebreorum portantes“ zu vier Stimmen, 1584
  - Antiphon „Pueri Hebreorum vestimenta“ zu vier Stimmen, 1584
  - „Maria zart“ zu fünf Stimmen, in: Bernhard Klingenstein, Rosetum Marianum, Dillingen 1604
  - Hymnensatz „De San Michaele »Cum iam renovatus«“ zu drei Stimmen (nur 1 Stimmbuch erhalten), in: Bernhard Klingenstein, Triodia sacra, Dillingen 1605
  - „Missus est Gabriel“ zu vier Stimmen und Basso continuo, in: Johann Donfried, Promptuari musici concentus ecclesiasticos, Straßburg 1627
  - „Petrus Apostolus“ zu vier Stimmen und Basso continuo, in: Johann Donfried, Promptuari (wie oben)
  - „Adjuro vos“ zu vier Stimmen und Basso continuo, in: Johann Donfried, Viridarium musico-marianum, Trier 1627
  - „Stabat mater“ zu vier Stimmen, 1627
  - „Veni dilecti mi“ zu vier Stimmen, 1627
  - 2 Litaneien de Beatae Mariae Virginis zu vier Stimmen
  - Magnificat secundi modi „Vivre ne puis sur terre“ zu sechs Stimmen
- Madrigal
  - „Ardo si“ zu fünf Stimmen, in Giovanni Gigli da Imola, Sdegnosi amori, München 1585